# Le Bossu
Pour les articles homonymes, voir Le Bossu (homonymie).
Le Bossu est un roman de cape et d'épée de Paul Féval, initialement publié sous la forme de feuilleton dans le journal Le Siècle du 7 mai au 15 août 1857. Il est considéré comme l'une de ses œuvres les plus marquantes et comme un modèle du genre.
L'action, répartie en six parties et soixante-deux chapitres, se déroule en deux temps bien distincts, en 1699 et 1717, principalement en France et notamment à Paris, et met en scène l'histoire du chevalier Henri de Lagardère (parfois déguisé en un autre personnage caractérisé physiquement par une bosse dans le dos, voire d'autres attributs comme au nez).
Outre divers personnages de fiction, on croise dans le roman plusieurs personnages historiques, tels que le Régent (Philippe d'Orléans), l'abbé Dubois, le banquier et économiste John Law et même le tsar Pierre le Grand, dont certains se voient, en outre, mêlés à des péripéties romanesques totalement inventées.

## Résumé

### Première partie: Les Maîtres en fait d'armes

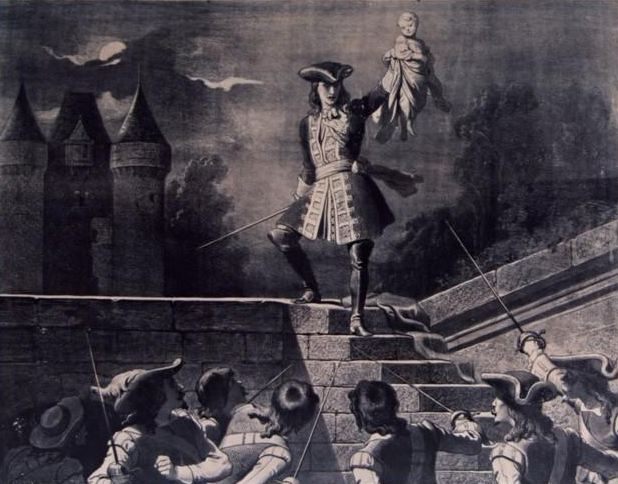
Lagardère sauve l'enfant de Philippe de Nevers et jure de retrouver son meurtrier.

En 1699, dans la vallée du Louron. Le vieux marquis de Caylus, qui fut jadis courtisan à la cour de Louis XIV, vit dans son château avec sa fille Aurore qu'il destine au puissant Philippe de Gonzague, cousin d’une part de Philippe d'Orléans et d’autre part de Philippe de Nevers. C'est pourtant avec ce dernier qu'Aurore s'est mariée clandestinement et a eu une fille, elle aussi prénommée Aurore. Philippe de Gonzague est l'invité du marquis depuis plusieurs jours et trame, avec l'aide de son fidèle Peyrolles, un complot contre son cousin Nevers. Décidé à l'assassiner, pour s'approprier sa femme Aurore et sa fortune, il a fait recruter une poignée de fines lames et fait porter un mot à son cousin pour l'attirer au château de Caylus. Deux anciens maîtres d'armes, Cocardasse et Passepoil, font partie de cette équipe de mercenaires et vantent, dès qu'ils apprennent le nom de celui qu'ils doivent tuer, sa botte secrète que l'on dit imparable : un seul homme pourrait en venir à bout, le chevalier Henri de Lagardère, qu'ils ont connu à Paris. Le voici d'ailleurs qui arrive, sur la route de l'exil, attendant lui aussi Nevers pour un combat singulier. Écœuré d'apprendre ce que l'on trame à l’encontre de Nevers, Lagardère prend le parti de prévenir son adversaire, et se voit confier Aurore et l'acte de naissance prouvant qu'elle est la fille du duc de Nevers et d'Aurore de Caylus. Lagardère et Nevers affrontent seuls, dans l'obscurité, les hommes payés pour tuer le duc. Dans sa grande lâcheté et devant l'habileté des deux hommes à repousser les attaques des mercenaires, Gonzague frappe son cousin de son épée, dans le dos, le laissant pour mort aux pieds de Lagardère qui jure de le venger et parvient à blesser la main de l'assassin. Alors qu'il emporte l'enfant dans ses bras, Lagardère déclare : 

« Qui que tu sois, ta main gardera ma marque. Je te reconnaîtrai. Et, quand il sera temps, si tu ne viens pas à Lagardère, Lagardère ira à toi ! »

### Deuxième partie: L'Hôtel de Nevers
En 1717, Philippe d'Orléans est régent du royaume de France en attendant la majorité de Louis XV et son cousin Philippe de Gonzague est devenu le troisième personnage le plus important du royaume. Il habite désormais dans l'hôtel de Nevers, à Paris, qu'il transforme presque intégralement en place de commerce, louant à prix d'or des emplacements pour des offices de change. Cocardasse et Passepoil, qui ne s'étaient pas revus depuis l'assassinat de Nevers, se retrouvent par hasard lors d'une énième vente aux enchères d'offices, où le dernier emplacement disponible est acheté par un bossu nommé Ésope. Bien que marié à Aurore de Nevers, Gonzague ne peut adresser la parole à celle qui vit recluse dans le souvenir de son premier mari et de sa fille, ni jouir des biens du défunt. C'est pour cette dernière raison qu'il convoque un conseil de famille et fait entrer celle qu'il prétend être la fille de Nevers — en réalité Dona Cruz, une Espagnole qu'il tient au secret. Contre toute attente, Aurore de Nevers assiste au conseil et refuse de reconnaître sa prétendue fille, arguant qu'elle sait où elle se trouve. Quand Gonzague apprend que Lagardère et la fille de son cousin sont à Paris, le bossu prétend l'aider à préparer un enlèvement et parvient à se faire inviter au bal du Régent.

## Personnages

### Personnages principaux
- Henri de Lagardère alias le bossu
- Aurore de Nevers[3]
- Philippe de Gonzague

### Personnages secondaires
- Philippe de Nevers : cousin de Philippe d'Orléans, futur Régent de France, et de Philippe de Gonzague, Philippe de Lorraine, duc de Nevers est décrit comme l'un des « plus brillants serviteurs de la cour de France » et possède une immense fortune faite de nombreux domaines. Âgé de 23 ans lorsque débute le roman[4], il est craint pour un coup d'épée redoutable, la botte de Nevers (une étoile de sang au front de l'adversaire) qu'il inflige en duel à ses assaillants après avoir crié sa devise, J'y suis ! Il a épousé secrètement Aurore de Caylus (dont la famille est ennemie mortelle de la sienne) qui lui a donné une fille, Aurore, confiée à une domestique. Alors qu'il vient soustraire sa fille à la vindicte de son beau-père, il est lâchement assassiné par Gonzague.
 Avec la sauvegarde d'Aurore, ce meurtre sera l'objet principal de la vengeance — et donc des longues aventures du chevalier Henri de Lagardère, alias le bossu.
- Cocardasse et Passepoil
- Aurore de Caylus : femme de duc de Nevers[3]
- Inès de Soto-Mayor : son père l’échange contre des milliers de pistoles, sans dot à M. de Caylus. Elle meurt «de solitude et d’ennui »[3]
- Flor ou Doña Cruz : amie d'Aurore de Nevers[3]

## Le Bossu, pièce de théâtre de Paul Féval
Après le grand succès populaire de son roman, publié en feuilleton en 1857, Paul Féval en crée une version théâtrale, écrite avec la collaboration d’Auguste Anicet-Bourgeois, sous la forme d’un drame en cinq actes et douze tableaux, édité par la maison Michel Lévy frères. La pièce est représentée pour la première fois le 8 septembre 1862, à Paris, au théâtre de la Porte-Saint-Martin et est adaptée en 1888 en opéra-comique sur une musique de Charles Grisart et un livret d'Henry Bocage et Armand Liorat.

## Postérité

### Les suites
Le roman a donné lieu à l'écriture d'une suite, Le Fils de Lagardère, écrite par Paul Féval fils en 1893 avec la collaboration d'Alfred d'Orsay.
Ce fils Féval fort prodigue et polygraphe donnera encore (entre nombre d'autres) : Les Jumeaux de Nevers en 1895 ; le drame théâtral Le Fils de Lagardère, en quatre actes et onze tableaux précédés d'un prologue, issu du roman de 1893, en 1908 ; mais encore Les Chevauchées de Lagardère en 1909, Le Fils de d'Artagnan en 1914, Mademoiselle de Lagardère en 1929, La Petite-fille du Bossu en 1931 ; La Jeunesse du Bossu en 1934, œuvre posthume, Féval fils étant mort le 17 mars 1933.
Les Presses de la Cité ont publié, en 1991  (ISBN 2-7028-0712-7) l'édition complète des diverses parties, en 1 380 pages, dans l'ordre chronologique de l'action romanesque, sous le titre : « Le Bossu, le roman de Lagardère » de Paul Féval Père et Fils, préfacé par Claude Aziza et complété par un appareil d'annexes chronologiques, historiques, biographiques, bibliographiques et scénographiques.

## Adaptations filmées

### Cinéma
- Dès 1912-1913 : Le Bossu (it), d'André Heuzé (avec Henry Krauss dans le rôle-titre et celui de Lagardère[5])
- en 1925 : Le Bossu, de Jean et Henriette Kemm (avec Gaston Jacquet dans le même double-rôle)
- 1934 : Le Bossu, de René Sti et Alexandre Kamenka, 1re version parlante connue hors-théâtre (avec Robert Vidalin en vedette)
- 1943-1944 : El Jorobado (Le Bossu), de Jaime Salvador Valls, 1re version non française connue (hispanophone, avec Jorge Negrete)
- 1944 : Le Bossu, de Jean Delannoy (avec Pierre Blanchar)
- 1955 : El juramento de Lagardere (Le Serment de Lagardère) (es), de León Klimovsky, 2e version non francophone (Argentine)
- 1959 : Le Bossu, d'André Hunebelle (avec Jean Marais, secondé par Bourvil), 1re version en couleurs
- 1997 : Le Bossu, de Philippe de Broca (Daniel Auteuil)

### Télévision
- 1967 : Lagardère, minisérie en six épisodes de Jean-Pierre Decourt (Jean Piat)
- 2005 : Lagardère de Henri Helman (Bruno Wolkowitch)

## Reprise en 1949 de la pièce de théâtre de 1862
- Création le 16 décembre 1949 au théâtre Marigny (Paris)
- Mise en scène : Jean-Louis Barrault
- Décors : Félix Labisse
- Compositeur : Georges Auric

### Distribution
- Pierre Brasseur : Lagardère & le bossu
- William Sabatier : Nevers
- Jacques Dacqmine : Gonzague
- Pierre Bertin : Peyrolles
- Jean-Pierre Granval : Passepoil
- Jean-Louis Barrault : le Régent
- Madeleine Delavaivre : Blanche de Nevers
- Simone Valère : Flor
- Jean Desailly : Chaverny
- Jean-François Calvé : Tarrane
- Bernard Dhéran : Navailles
- Jean Juillard : Bonnivet
- Marie-Hélène Dasté : Blanche de Caylus
- Jacques Galland : Bréant

## Reprise de la pièce initiale en 1973 et 1974
- Création le 12 octobre 1973 au théâtre Montansier (Versailles) puis au théâtre des Célestins (Lyon)
- Mise en scène : Jacques-Henri Duval
- Scénographie et décors : Jacques Marillier

### Distribution
- Jean Marais : Lagardère & le bossu
- Michel Vocoret : Cocardasse
- Léon Lesacq : Passepoil
- Robert Fontanet : le Régent
- Kathy Fraysse : Blanche de Nevers
- Roland Charbaux : ?

La même pièce est reprise en 1974 en tournée Charles-Baret (à Nouméa, La Réunion, puis des régions hexagonales) dans une nouvelle  mise en scène de Jacques Valois avec : Jean Marais (Lagardère & le bossu), Claude d'Yd (Gonzague), Léon Lesacq (Passepoil), Gisèle Touret (Blanche de Caylus), Robert Chevrigny (Nevers / le Régent), Fanny Fontaine (Blanche de Nevers), Pierre Gatineau (Carrigues), Jean-Jacques Rémy (Peyrolles), Dominique Varda, Hubert Buthion.

## Autres adaptations théâtrales plus tardives
- 2008 : Le Bossu, adaptation d'Éric-Emmanuel Schmitt, représentée dans les ruines de l'abbaye de Villers, dans le cadre de l'été théâtral de Villers-la-Ville ;
- 2014 : Le Bossu, pièce écrite par Pierre Naftule et Pascal Bernheim et mise en scène par Pierre Naftule ;
- 2015 : Le Bossu, pièce écrite par Valérie de La Rochefoucauld.

## Éditions
- Paul Féval, Le Bossu, Paris, Bureaux du Siècle, 1858 [aperçu en ligne].
- Paul Féval, Paul Féval fils, Le Bossu, le roman de Lagardère, Paris, Omnibus, 1997, 1399 p.  (ISBN 978-2-25805-740-1). Cet ouvrage regroupe, dans l'ordre chronologique, les aventures de Lagardère par Paul Féval père et fils.

### Pour la jeunesse
- Le Chevalier de Lagardère, Paul Féval, illustrations: Daniel Billon, Éditions des Deux coqs d'or, coll. L'Étoile d'or, no 80, 243 p., 1967